# Primordial
Primordial je extreme metalová skupina z Irska. Vznikla v roce 1987 pod názvem Forsaken, založili ji baskytarista Pól MacAmlaigh a kytarista Ciarán MacUiliam. S příchodem současného zpěváka Alana Averila se kapela přejmenovala na Primordial. Jejich hudba mísí black metal a irský folk.

## Diskografie
- Imrama (1995)
- A Journey's End (1998)
- Spirit the Earth Aflame (2000)
- Storm Before Calm (2002)
- The Gathering Wilderness (2005)
- To the Nameless Dead (2007)
- Redemption at the Puritan's Hand (2011)
- Where Greater Men Have Fallen (2014)